# St. Georg (Thal)

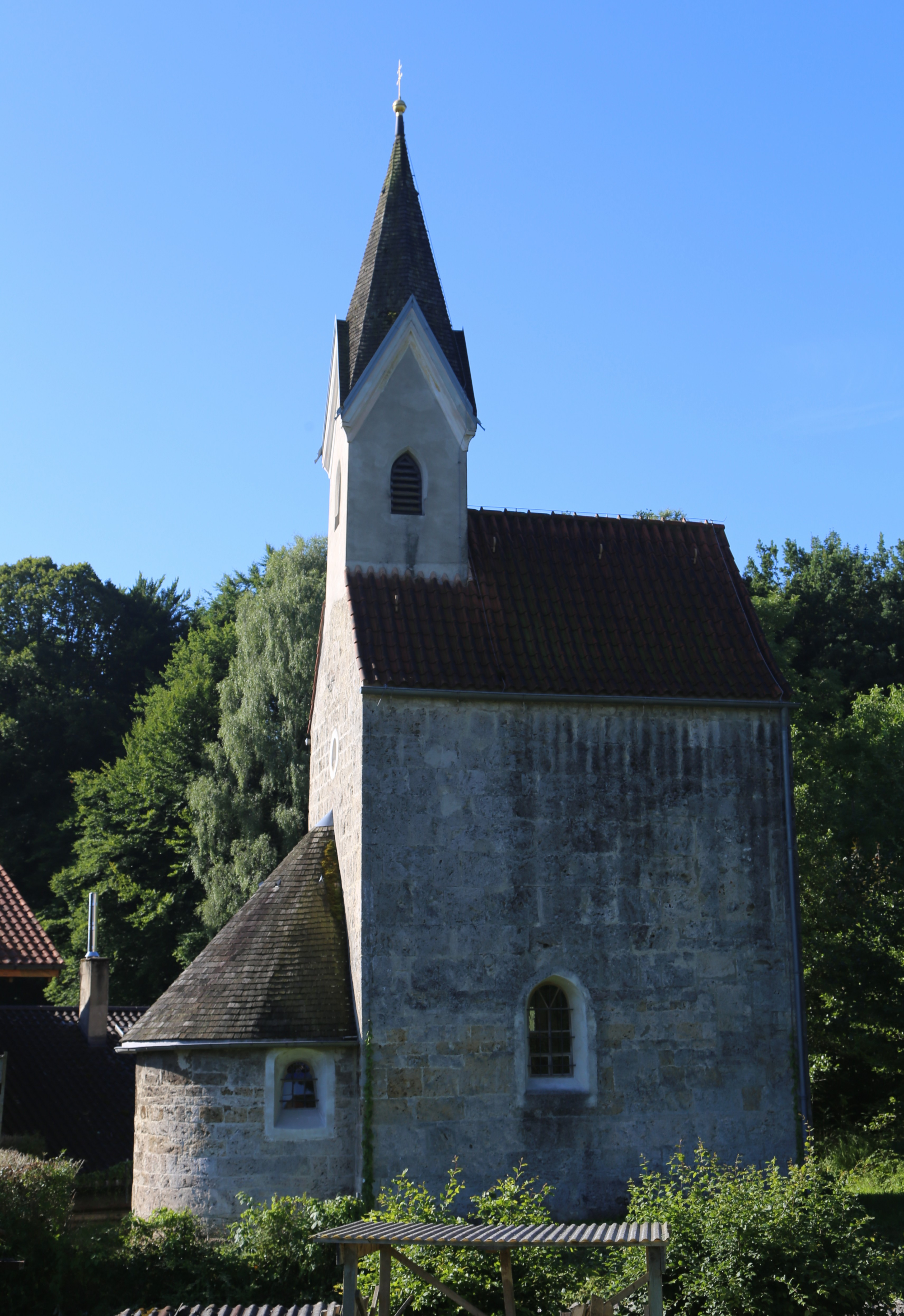
St. Georg in Thal

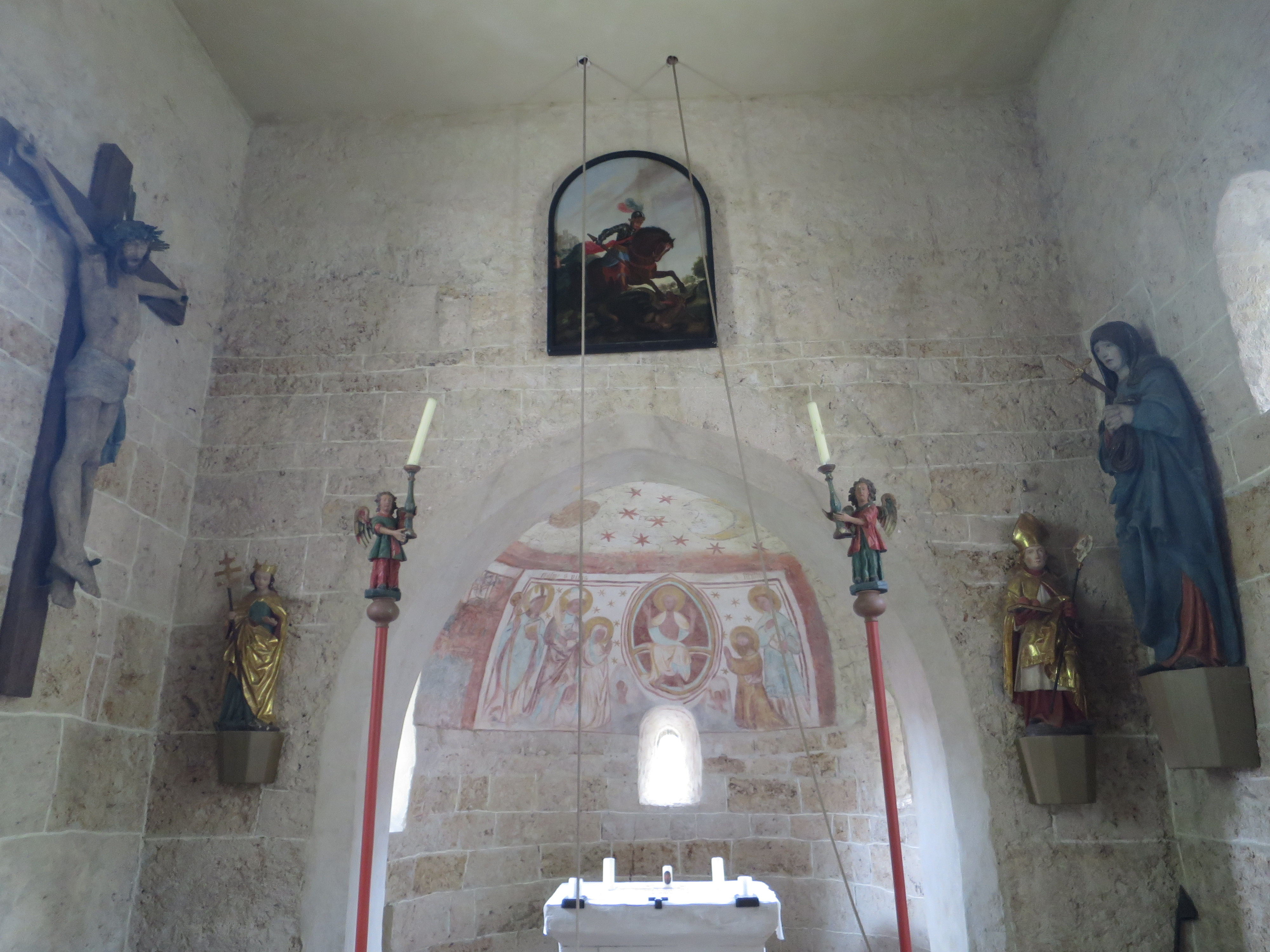
Innenansicht

Die römisch-katholische Filialkirche St. Georg steht in Thal, einem Gemeindeteil von Tuntenhausen im oberbayerischen Landkreis Rosenheim. Sie ist in der Liste der Baudenkmäler in Tuntenhausen unter der Nr. D-1-87-179-64 eingetragen und gehört zur regionalen Bauform der romanischen Landkirchen mit profanem Obergeschoss. Die Kirche gehört zum Dekanat Rosenheim im Erzbistum München und Freising.

## Beschreibung
Die aus Quadermauerwerk gebaute romanische Saalkirche wurde im Kern um 1200 errichtet. Das doppelgeschossige Bauwerk weist im Erdgeschoss eine eingezogene Apsis auf. Das ursprünglich vermutlich als Einsiedelei genutzte Obergeschoss ist nur von außen zugänglich. Romanische Rundbogenfenster sind an der Südfassade erhalten; im Ostgiebel befindet sich eine kreisrunde Fensteröffnung. Auf dem Satteldach erhebt sich ein neugotischer Dachreiter.
Die Innenräume der beiden Geschosse des Bauwerks sind mit Flachdecken überspannt. 1951/52 wurden in der Apsis spätmittelalterliche Wandmalereien mit Darstellungen des thronenden Christus und des heiligen Vitus freigelegt. Der Altar vom Ende des 17. Jahrhunderts wird von den Skulpturen des Nikolaus von Myra und der Margareta von Antiochia flankiert.